# Bpifrance Inno Génération
Bpifrance Inno Generation, abrégé BIG, est un salon professionnel créé par la banque d’investissement Bpifrance et ayant lieu chaque année au palais omnisports de Paris-Bercy,.

## Éditions
| Édition | Dates            | Thème                                        | Visiteurs | Réf.  |
| ------- | ---------------- | -------------------------------------------- | --------- | ----- |
| 5e      | 2019             | Demain                                       | 52 000    | ,     |
| 6e      | 1er octobre 2020 | Liberté                                      |           | [ 5 ] |
| 7e      | 7 octobre 2021   | Conquête, « Conquérir pour servir l’avenir » | 62 000    | ,     |
| 8e      | 6 octobre 2022   | Métamorphose                                 |           | [ 8 ] |
| 9e      | 5 octobre 2023   | Fierté                                       |           | [ 9 ] |

## Objectifs
Selon le directeur général de Bpifrance, Nicolas Dufourcq, interrogé pour la revue Géoéconomie en 2016, avec Bpifrance Inno Génération la « volonté est de mettre à l’honneur la figure de l’entrepreneur qui n’a pas toujours toute la reconnaissance qu’il mérite » et comme autres vertus de « contribuer à décloisonner les univers: start-uppers, dirigeants de PME et d’ETI, patrons du CAC 40 y trouvent un terrain pour échanger entre pairs, partager leurs expériences et profiter de celles des autres. » ainsi que de « libérer la parole et de faire circuler les idées »,.